# El cielo es para todos
El cielo es para todos é uma telenovela mexicana, produzida pela Televisa e exibida pelo El Canal de las Estrellas entre 22 de junho e 2 de novembro de 1979.
Foi uma mini telenovela semanal exibida nas sextas feiras às 17:30.
Foi protagonizada por René Muñoz, Diana Torres, Pancho Córdova, Julieta Egurrola e Mónica Sánchez Navarro.

## Elenco
- René Muñoz - San Martín de Porres
- Pancho Córdova - Ulises
- Julieta Egurrola - Dolores
- Mónica Sánchez Navarro - Juana Paula
- Alma Delfina
- Diana Torres
- Carlos Cámara
- Arturo Ríos
- Ivonne Govea
- Virginia Gutiérrez